# 1928 في الولايات المتحدة
فيما يلي قوائم الأحداث التي وقعت خلال عام 1928 في الولايات المتحدة.

## سياسة

### تعيين في المنصب
- 1 يناير – جون شيرمان كوبر عضو مجلس نواب كنتاكي.
- 4 مارس – هارفي بارنيل حاكم أركنساس  [لغات أخرى]‏.
- 21 مايو – هيوي لونغ حاكم لويزيانا [الإنجليزية]‏.

### انتهاء فترة المنصب
- 1 يناير – هارفي بارنيل نائب حاكم أركنساس [الإنجليزية]‏.
- 4 مارس – جون إليس مارتينو حاكم أركنساس  [لغات أخرى]‏.
- 21 أغسطس – هربرت هوفر وزير التجارة الأمريكي.
- 31 ديسمبر – آل سميث حاكم نيويورك [الإنجليزية]‏.

## أفلام
من الأفلام التي صدرت هذه السنة في الولايات المتحدة:
- 1 يناير – الجلبة من إخراج لويس مايلستون.
- 1 يناير – الحشد من إخراج كينج فيدور.
- 1 يناير – المصور من إخراج إدوارد سيدغويك، باستر كيتون.
- 1 يناير – ستيمبوت بيل جونيور من إخراج تشارلز ريزنر.
- 1 يناير – ظلال بيضاء في البحار الجنوبية من إخراج روبرت فلاهرتي، دبليو. إس. فان دايك.
- 1 يناير – في أريزونا القديمة من إخراج إيرفينغ كامينغز، راؤل والش.
- 6 يناير – السيرك من إخراج تشارلي تشابلن.
- 9 أبريل – ملاك الشارع من إخراج فرانك بورزيج.
- 17 أغسطس – الوطني من إخراج إرنست لوبيتش.

## كتب
من الكتب التي صدرت هذه السنة في الولايات المتحدة:
- 1 يناير – قانون النجاح من تأليف نابليون هيل.

## مواليد

### يناير
- 1 يناير – ألان سوير لاعب كرة سلة من الولايات المتحدة الأمريكية.
- 1 يناير – جون فيكتور باركر
- 1 يناير – راي كورلي لاعب كرة سلة من الولايات المتحدة الأمريكية.
- 1 يناير – والتر نيكسون
- 5 يناير – والتر مونديل سياسي أمريكي.
- 7 يناير – ويليام بيتر بلاتي مخرج وكاتب سيناريو أمريكي.
- 8 يناير – سليد غورتون سياسي أمريكي.
- 10 يناير – سوني بوب ممثل أمريكي.
- 11 يناير – ايرفينغ موسكوفيتش
- 12 يناير – راي بارنهارت سياسي من الولايات المتحدة الأمريكية.
- 12 يناير – روث براون
- 16 يناير – وليام كينيدي
- 21 يناير – جين شارب عالم سياسة من الولايات المتحدة الأمريكية.
- 22 يناير – سيمور آي شوارتز، جرّاح أمريكي.
- 28 يناير – ليلى ليدز ممثلة أمريكية.
- 30 يناير – بول سيمور

### فبراير
- 6 فبراير - والتر أوفنبيرغ، إحاثي أمريكي.
- 15 فبراير – دون أسمونجا لاعب كرة سلة أمريكي.
- 18 فبراير – جون أستروم
- 20 فبراير – جان كينيدي سميث دبلوماسية من الولايات المتحدة الأمريكية.
- 22 فبراير – بول دولي
- 22 فبراير – جورج كافتان لاعب كرة سلة أمريكي.
- 26 فبراير – فاتس دومينو موسيقي أمريكي.
- 28 فبراير – توم ألدردج

### مارس
- 3 مارس – جو كونلي ممثل أمريكي.
- 9 مارس – كيلي سميث مغنية أمريكية.
- 10 مارس – جيمس إرل راي مجرم من الولايات المتحدة الأمريكية.
- 10 مارس – فيرجيل أكينس ملاكم من الولايات المتحدة الأمريكية.
- 12 مارس – إدوارد ألبي كاتب مسرحي أمريكي.
- 14 مارس – فرانك بورمان رائد فضاء أمريكي.
- 20 مارس – جيمس جوردون فيزيائي أمريكي.
- 20 مارس – فريد روجرز
- 21 مارس – درو بوديني براون
- 22 مارس – إد ماكولي لاعب كرة سلة من الولايات المتحدة الأمريكية.
- 23 مارس – جين ساميت
- 25 مارس – جيم لوفل رائد فضاء أمريكي.
- 31 مارس – ليفتي فريزل

### أبريل
- 1 أبريل – جورج غريزارد ممثل أمريكي.
- 3 أبريل – إيرل لويد
- 3 أبريل – دون غيبسون موسيقي أمريكي.
- 4 أبريل – إستيل هاريس ممثلة أمريكية.
- 4 أبريل – مايا أنجيلو مؤلفة وشاعرة أمريكية.
- 6 أبريل – جيمس واتسون
- 7 أبريل – جيمس غارنر
- 9 أبريل – بول أريزين لاعب كرة سلة أمريكي.
- 9 أبريل – توم لهرر
- 9 أبريل – دون سافاج لاعب كرة سلة من الولايات المتحدة الأمريكية.
- 11 أبريل – إثيل كينيدي
- 17 أبريل – باتو غوفيداريكا لاعب كرة سلة من الولايات المتحدة الأمريكية.
- 17 أبريل – سينثيا أوزيك كاتب أمريكي.
- 18 أبريل – وليام براملي ممثل أمريكي.
- 20 أبريل – تشارلز كيلينغ
- 20 أبريل – كين موراي لاعب كرة سلة من الولايات المتحدة الأمريكية.
- 23 أبريل – شيرلي تيمبل ممثلة من الولايات المتحدة الأمريكية.
- 25 أبريل – سي تومبلي رسام أمريكي.
- 28 أبريل – يوجين ميرل شوميكر
- 29 أبريل – بول ج هاتفيلد سياسي أمريكي.

### مايو
- 7 مايو – جون إنجل
- 7 مايو – ريتشارد شال
- 8 مايو – تيد سورنسن محامي أمريكي.
- 9 مايو – بانشو جونزاليس لاعب كرة مضرب أمريكي.
- 12 مايو – بيرت باكاراك
- 12 مايو – مانويل لوجان سياسي أمريكي.
- 19 مايو – دولف شيس
- 20 مايو – ليونارد هايفليك
- 21 مايو – أليس دروموند ممثلة أمريكية.
- 22 مايو – روبرت آلان فروك
- 22 مايو – ريموند إدوارد براون كاهن من الولايات المتحدة الأمريكية.
- 25 مايو – مالكوم جليزر
- 26 مايو – جاك كيفوركيان
- 27 مايو – ديك شنيتكير لاعب كرة سلة أمريكي.
- 28 مايو – سالي فورست

### يونيو
- 10 يونيو – موريس سينداك
- 12 يونيو – بيرني هاميلتون
- 13 يونيو – جون فوربس ناش
- 14 يونيو – روبرت بروت فيزيائي أمريكي.
- 20 يونيو – مارتن لانداو
- 22 يونيو – رالف وايت ممثل أمريكي.
- 24 يونيو – لاري فوست لاعب كرة سلة أمريكي.
- 25 يونيو – جون آدامز ويكهام جونيور
- 28 يونيو – دون دوبينز ممثل أمريكي.
- 30 يونيو – رودولفو غونزاليس

### يوليو
- 2 يوليو – جورج فيشر
- 6 يوليو – والي أوستيركورن لاعب كرة سلة أمريكي.
- 9 يوليو – فينس إدواردز
- 11 يوليو – بوبو أولسون ملاكم من الولايات المتحدة الأمريكية.
- 12 يوليو – إلياس جيمس خوري كيميائي أمريكي.
- 13 يوليو – بوب كرين
- 15 يوليو – كارل ووز
- 16 يوليو – روبرت كينغستون
- 22 يوليو – أورسون بين
- 22 يوليو – روبرت بيرجلاند سياسي أمريكي.
- 23 يوليو – بيل لي
- 23 يوليو – فيرا روبين عالمة فلك أمريكية.
- 24 يوليو – مايكل كوري ممثل أمريكي.
- 26 يوليو – جوزيف جاكسون
- 26 يوليو – ستانلي كوبريك
- 27 يوليو – جوزيف كيتينغر

### أغسطس
- 6 أغسطس – آندي وارهول فناناً أمريكياً.
- 9 أغسطس – بوب كوزي
- 9 أغسطس – هارولد جونسون ملاكم من الولايات المتحدة الأمريكية.
- 10 أغسطس – إدي فيشر
- 10 أغسطس – جيمي دين
- 13 أغسطس – وليام برايت لغوي من الولايات المتحدة الأمريكية.
- 16 أغسطس – جورج كينغ
- 22 أغسطس – راي مارشال
- 23 أغسطس – ماريان سيلدس ممثلة أمريكية.
- 24 أغسطس – فريدريك هاوثورن كيميائي أمريكي.
- 31 أغسطس – جيمس كوبورن

### سبتمبر
- 7 سبتمبر – دونالد هندرسون طبيب أمريكي.
- 11 سبتمبر – إيرل هوليمان ممثل أمريكي.
- 12 سبتمبر – روبرت ايروين فنان أمريكي.
- 12 سبتمبر – موريل سييبيرت سيدة أعمال أميركية.
- 15 سبتمبر – هنري سيلفا ممثل أمريكي.
- 19 سبتمبر – آدم وست ممثل أمريكي.

### أكتوبر
- 1 أكتوبر – جورج بيبارد ممثل أمريكي.
- 4 أكتوبر – آلفين توفلر كاتب أمريكي.
- 6 أكتوبر – جو هوتون
- 14 أكتوبر – ماري تسينغو
- 16 أكتوبر – آن مورغان غيلبير ممثلة أمريكية.
- 21 أكتوبر – فيرن ميكلسن
- 24 أكتوبر – هيرمان هيو فودنبرغ
- 25 أكتوبر – أنتوني فرانشيوسا
- 25 أكتوبر – جين كوبر ممثلة أمريكية.
- 29 أكتوبر – بن تشابمان
- 30 أكتوبر – دانيال ناثانز عالم أحياء أمريكي.
- 31 أكتوبر – تشارلز بايرون رينفرو

### نوفمبر
- 3 نوفمبر – جورج ياردلي لاعب كرة سلة أمريكي.
- 3 نوفمبر – نيك هولنياك مخترع أمريكي.
- 4 نوفمبر – بول سالتمان
- 7 نوفمبر – هربرت فلام لاعب كرة مضرب أمريكي.
- 9 نوفمبر – آن سكستون
- 10 نوفمبر – جون كيلر لاعب كرة سلة من الولايات المتحدة الأمريكية.
- 13 نوفمبر – جاك جورج لاعب كرة سلة أمريكي.
- 13 نوفمبر – رالف فودي ممثل أمريكي.
- 14 نوفمبر – دونالد ميريفيلد فيزيائي من الولايات المتحدة الأمريكية.
- 16 نوفمبر – كلو غولاغر ممثل أمريكي.
- 17 نوفمبر – رانس هوارد ممثل أمريكي.
- 18 نوفمبر – دون لوفجران لاعب كرة سلة أمريكي.
- 18 نوفمبر – لويد آر ليفيت الابن ضابط من الولايات المتحدة الأمريكية.
- 20 نوفمبر – بيت راديماشير
- 20 نوفمبر – فرانكلين كوفر ممثل أمريكي.
- 22 نوفمبر – ميل هاتشينز لاعب كرة سلة أمريكي.

### ديسمبر
- 3 ديسمبر – جاك ماكماهون
- 7 ديسمبر – نعوم تشومسكي عالم لغويات.
- 9 ديسمبر – ديك فان باتن ممثل أمريكي.
- 10 ديسمبر – دان بلوكر
- 10 ديسمبر – راي راجيليس لاعب كرة سلة أمريكي.
- 11 ديسمبر – إدوارد تشارلز ماير
- 16 ديسمبر – بروس إيميس
- 16 ديسمبر – تيري كارتر
- 16 ديسمبر – فيليب ك. ديك مؤلف أمريكي.
- 21 ديسمبر – إد نيلسون
- 25 ديسمبر – ديك ميلر ممثل أمريكي.
- 26 ديسمبر – مارتن كوبر

## وفيات

### يناير
- 1 يناير – كارل باروس (مواليد 1856) فيزيائي من الولايات المتحدة.
- 6 يناير – ألفين كرانزلاين (مواليد 1876)
- 13 يناير – فردريك أرثر برديجمان (مواليد 1847) فنان أمريكي.

### مارس
- 7 مارس – وليام هنري كرين (مواليد 1845) ممثل أمريكي.

### أبريل
- 2 أبريل – تيودور ويليام ريتشاردز (مواليد 1868) كيميائي من الولايات المتحدة.
- 22 أبريل – فرانك كرير (مواليد 1857)
- 25 أبريل – فلويد بنيت (مواليد 1890)

### مايو
- 4 مايو – جوزيف نيلسون روز (مواليد 1862) عالم نبات أمريكي.
- 6 مايو – ميرتل كوربن (مواليد 1868) لاعب سيرك من الولايات المتحدة الأمريكية.

### يونيو
- 12 يونيو – آدم جيم كليف (مواليد 1869) سياسي أمريكي.
- 17 يونيو – ادوين تي ميريديث (مواليد 1876) سياسي أمريكي.
- 24 يونيو – هولبروك بلين (مواليد 1872) ممثل أمريكي.

### يوليو
- 9 يوليو – جورج ايرل تشامبرلين (مواليد 1854) سياسي أمريكي.
- 21 يوليو – وارد كرين (مواليد 1890) ممثل أمريكي.

### أكتوبر
- 20 أكتوبر – ماري إنغلز (مواليد 1865)
- 30 أكتوبر – روبرت لانسينغ (مواليد 1864) سياسي أمريكي.

### نوفمبر
- 9 نوفمبر – جيمس كينيدي (مواليد 1853) سياسي أمريكي.
- 20 نوفمبر – ميلتون دبليو همفريز (مواليد 1844)
- 21 نوفمبر – إدوارد كونيلي (مواليد 1858) ممثل من الولايات المتحدة الأمريكية.